# Алингсос (община)
Община Алингсос (на шведски: Alingsås kommun) е разположена в лен Вестра Йоталанд, югозападна Швеция с обща площ 555 km2 и население 38 619 души (към 31 декември 2013). Административен център на община Алингсос е едноименния град Алингсос.